# ارتورو بومار
ارتورو بومار (بالإسبانية: Arturo Pomar)‏ (و. 1931 – 2016 م) هو لاعب شطرنج من إسبانيا . ولد في ميورقة .
توفي في برشلونة .

## جوائز
حصل على جوائز منها:
- أستاذ دولي كبير.

## روابط خارجية
- ارتورو بومار على موقع مباريات الشطرنج (الإنجليزية)
- ارتورو بومار على موقع 365Chess.com (الإنجليزية)
- ارتورو بومار على موقع Chesstempo.com (الإنجليزية)
- ارتورو بومار سجل أولمبياد الشطرنج على موقع OlimpBase.org (الإنجليزية)